# Sahr-i-Bahlol
Sahr-i-Bahlol (scritto anche Sehri-Bahlol) è un sito storico nelle vicinanze di Takht-i-Bahi, ad una distanza di circa 70 chilometri a nord-ovest di Peshawar, capitale della North West Frontier Province in Pakistan. È stato incluso tra i Patrimoni dell'umanità dell'UNESCO nel 1980. 
Contiene resti di un Buddha non ancora completamente scavato. Antichità quali statue, monete, utensili e gioielleria sono molto comuni. Il termine "Sehri-Bahlol" significa, secondo gli abitanti locali, "Signor Bahlol" (personaggio politico e religioso locale) in lingua hindko. In ogni caso il nome non è vecchio quanto il villaggio di Sehri-Bahlol.
Le persone del luogo vivono di agricoltura sfruttando i terreni lussureggianti che circondano la collina su cui sorge il paese. Per arrotondare lo stipendio praticano un'archeologia illegale scavando sotto le proprie case o nei terreni circostanti, e vendendo i reperti recuperati ad antiquari locali.